# Coprophanaeus morenoi
Coprophanaeus morenoi är en skalbaggsart som beskrevs av Arnaud 1982. Coprophanaeus morenoi ingår i släktet Coprophanaeus och familjen bladhorningar. Inga underarter finns listade i Catalogue of Life.